# NHL Winter Classic 2022

Arenan som stod värd för arrangemanget, 2017.

Discover NHL Winter Classic 2022 var ett sportarrangemang i den nordamerikanska ishockeyligan National Hockey League (NHL) där en grundspelsmatch spelades utomhus mellan Minnesota Wild och St. Louis Blues på Target Field i Minneapolis, Minnesota i USA den 1 januari 2022. Matchen skulle egentligen spelas ett år tidigare men sköts upp på grund av covid-19-pandemin.

## Matchen

### Laguppställningarna
| Vänsterforwards    | Centrar            | Högerforwards             |
| ------------------ | ------------------ | ------------------------- |
| Kirill Kaprizov    | Ryan Hartman       | Mats Zuccarello Aasen (A) |
| Marcus Foligno (A) | Frédérick Gaudreau | Kevin Fiala               |
| Jordan Greenway    | Nico Sturm         | Brandon Duhaime           |
| Nick Bjugstad      | Victor Rask        | Rem Pitlick               |
| Backar             |                    | Backar                    |
| Calen Addison      |                    | Matt Dumba (A)            |
| Alex Goligoski     |                    | Jon Merrill               |
| Jordie Benn        |                    | Dmitrij Kulikov           |
|                    | Målvakter          |                           |
|                    | Cam Talbot         |                           |
|                    | Kaapo Kähkönen     |                           |
|                    | Tränare            |                           |
|                    | Dean Evason        |                           |

| Vänsterforwards | Centrar           | Högerforwards          |
| --------------- | ----------------- | ---------------------- |
| Brandon Saad    | Ryan O'Reilly (C) | David Perron           |
| Jordan Kyrou    | Robert Thomas     | Vladimir Tarasenko (A) |
| Logan Brown     | Tyler Bozak       | Pavel Butjnevitj       |
| Klim Kostin     | Ivan Barbasjov    | Oskar Sundqvist        |
| Backar          |                   | Backar                 |
| Niko Mikkola    |                   | Colton Parayko (A)     |
| Torey Krug      |                   | Justin Faulk           |
| Marco Scandella |                   | Scott Perunovich       |
|                 | Målvakter         |                        |
|                 | Jordan Binnington |                        |
|                 | Ville Husso       |                        |
|                 | Tränare           |                        |
|                 | Craig Berube      |                        |

### Resultatet
| 572 | 1 januari 2022 | Minnesota Wild | 4 – 6   | St. Louis Blues | Target Field | |
|     |                | Första perioden: Kirill Kaprizov (14:54) Assist: Hartman Andra perioden: Rem Pitlick (18:52) Assists: Rask, Bjugstad Tredje perioden: Ryan Hartman (8:40) Assists: Zuccarello Aasen, Kaprizov Kevin Fiala (14:22) Assists: Kaprizov, Goligoski | Rapport | Första perioden: (14:29) David Perron Assists: O'Reilly, Scandella Andra perioden: (0:27) Jordan Kyrou (8:55) Vladimir Tarasenko Assists: Kyrou, Thomas (14:46) Ivan Barbatjov (PP) Assists: Kyrou, Butjnevitj (17:58) Jordan Kyrou Assist: Thomas (19:19) Torey Krug Assist: Barbatjov Tredje perioden: — | Minneapolis, Minnesota, USA Publik: 38 619 Domare: Chris Lee, Chris Rooney Linjedomare: Ryan Galloway, Kiel Murchison | Minneapolis, Minnesota, USA Publik: 38 619 Domare: Chris Lee, Chris Rooney Linjedomare: Ryan Galloway, Kiel Murchison |
|     |                | |         | | Minneapolis, Minnesota, USA Publik: 38 619 Domare: Chris Lee, Chris Rooney Linjedomare: Ryan Galloway, Kiel Murchison | Minneapolis, Minnesota, USA Publik: 38 619 Domare: Chris Lee, Chris Rooney Linjedomare: Ryan Galloway, Kiel Murchison |
|     |                | |         | | Minneapolis, Minnesota, USA Publik: 38 619 Domare: Chris Lee, Chris Rooney Linjedomare: Ryan Galloway, Kiel Murchison | Minneapolis, Minnesota, USA Publik: 38 619 Domare: Chris Lee, Chris Rooney Linjedomare: Ryan Galloway, Kiel Murchison |

#### Matchstatistik
|                     | Minnesota Wild | St. Louis Blues |
| ------------------- | -------------- | --------------- |
| Powerplay           | 0/4            | 1/3             |
| Tacklingar          | 17             | 13              |
| Vunna tekningar (%) | 52             | 48              |
| Blockerade skott    | 9              | 14              |
| Utvisningsminuter   | 6              | 8               |

| Period | Minnesota Wild | St. Louis Blues |
| ------ | -------------- | --------------- |
| Första | 6              | 14              |
| Andra  | 9              | 14              |
| Tredje | 18             | 4               |
| Totalt | 33             | 32              |

#### Utvisningar
| Spelare         | Utvisning       | Utvisningsminuter | Tid             |
| Första perioden | Första perioden | Första perioden   | Första perioden |
| --------------- | --------------- | ----------------- | --------------- |
| Dmitrij Kulikov | Interference    | 2:00              | 15:54           |
| Andra perioden  |                 |                   |                 |
| Nico Sturm      | Slashing        | 2:00              | 12:47           |
| Tredje perioden |                 |                   |                 |
| Rem Pitlick     | Tripping        | 2:00              | 3:15            |
| Källa:          |                 |                   |                 |

| Spelare                                            | Utvisning       | Utvisningsminuter | Tid             |
| Första perioden                                    | Första perioden | Första perioden   | Första perioden |
| -------------------------------------------------- | --------------- | ----------------- | --------------- |
| Jordan Binnington                                  | Tripping        | 2:00              | 11:38           |
| Logan Brown                                        | Tripping        | 2:00              | 15:36           |
| Andra perioden                                     |                 |                   |                 |
| Niko Mikkola                                       | Interference    | 2:00              | 9:03            |
| Tredje perioden                                    |                 |                   |                 |
| Colton Parayko                                     | Armbåge         | 2:00              | 12:04           |
| Termer: Förseelser som leder till utvisningsstraff |                 |                   |                 |

### Statistik

#### Minnesota Wild

##### Utespelare
| Spelare              | Mål | Assists | Poäng | +/− | Utvisningsminuter | Skott | Vunna tekningar (%) | Tacklingar | Tid på isen |
| -------------------- | --- | ------- | ----- | --- | ----------------- | ----- | ------------------- | ---------- | ----------- |
| Kirill Kaprizov      | 1   | 2       | 3     | +1  | 0                 | 3     | 0                   | 1          | 20:31       |
| Ryan Hartman         | 1   | 1       | 2     | 2   | 0                 | 3     | 48                  | 0          | 21:42       |
| Kevin Fiala          | 1   | 0       | 1     | 0   | 0                 | 6     | —                   | 0          | 18:58       |
| Rem Pitlick          | 1   | 0       | 1     | +1  | 2                 | 1     | —                   | 1          | 12:41       |
| Nick Bjugstad        | 0   | 1       | 1     | 0   | 0                 | 0     | 33                  | 1          | 10:25       |
| Alex Goligoski       | 0   | 1       | 1     | +2  | 0                 | 3     | —                   | 0          | 25:03       |
| Victor Rask          | 0   | 1       | 1     | 0   | 0                 | 0     | 75                  | 0          | 09:12       |
| Mats Zuccrello Aasen | 0   | 1       | 1     | 0   | 0                 | 1     | 100                 | 0          | 18:58       |
| Calen Addison        | 0   | 0       | 0     | -2  | 0                 | 3     | —                   | 0          | 14:27       |
| Jordie Benn          | 0   | 0       | 0     | -2  | 0                 | 1     | —                   | 0          | 13:01       |
| Brandon Duhaime      | 0   | 0       | 0     | -2  | 0                 | 3     | 0                   | 2          | 09:15       |
| Matt Dumba           | 0   | 0       | 0     | +2  | 0                 | 4     | —                   | 4          | 26:22       |
| Marcus Foligno       | 0   | 0       | 0     | 0   | 0                 | 2     | 50                  | 3          | 18:43       |
| Frédérick Gaudreau   | 0   | 0       | 0     | -1  | 0                 | 1     | 62                  | 1          | 18:09       |
| Jordan Greenway      | 0   | 0       | 0     | -1  | 0                 | 0     | —                   | 2          | 16:20       |
| Dmitrij Kulikov      | 0   | 0       | 0     | -1  | 2                 | 1     | —                   | 1          | 20:51       |
| Jon Merrill          | 0   | 0       | 0     | -1  | 0                 | 1     | —                   | 0          | 17:14       |
| Nico Sturm           | 0   | 0       | 0     | -2  | 2                 | 0     | 50                  | 1          | 09:54       |
| Källa:               |     |         |       |     |                   |       |                     |            |             |

##### Målvakt
| Spelare        | Skott mot sig | Räddningar | Insläppta mål | Räddningsprocent | Utvisningsminuter | Tid på isen |
| -------------- | ------------- | ---------- | ------------- | ---------------- | ----------------- | ----------- |
| Cam Talbot     | 28            | 22         | 6             | 0,786            | 0                 | 40:00       |
| Kaapo Kähkönen | 4             | 4          | 0             | 1,000            | 0                 | 12:15       |
| Källa:         |               |            |               |                  |                   |             |

#### St. Louis Blues

##### Utespelare
| Spelare            | Mål | Assists | Poäng | +/− | Utvisningsminuter | Skott | Vunna tekningar (%) | Tacklingar | Tid på isen |
| ------------------ | --- | ------- | ----- | --- | ----------------- | ----- | ------------------- | ---------- | ----------- |
| Jordan Kyrou       | 2   | 2       | 4     | +1  | 0                 | 4     | 100                 | 0          | 13:38       |
| Ivan Barbatjov     | 1   | 1       | 2     | +1  | 0                 | 4     | 38                  | 2          | 16:27       |
| Robert Thomas      | 0   | 2       | 2     | 0   | 0                 | 0     | 36                  | 0          | 15:28       |
| Torey Krug         | 1   | 0       | 1     | +1  | 0                 | 4     | —                   | 1          | 20:44       |
| David Perron       | 1   | 0       | 1     | 0   | 0                 | 4     | —                   | 1          | 16:26       |
| Vladimir Tarasenko | 1   | 0       | 1     | +1  | 0                 | 5     | —                   | 0          | 15:09       |
| Pavel Butjnevitj   | 0   | 1       | 1     | +1  | 0                 | 2     | —                   | 0          | 17:31       |
| Ryan O'Reilly      | 0   | 1       | 1     | 0   | 0                 | 4     | 57                  | 1          | 20:53       |
| Marco Scandella    | 0   | 1       | 1     | 0   | 0                 | 1     | —                   | 2          | 16:50       |
| Tyler Bozak        | 0   | 0       | 0     | -1  | 0                 | 0     | 44                  | 0          | 10:24       |
| Logan Brown        | 0   | 0       | 0     | -1  | 2                 | 1     | —                   | 0          | 10:04       |
| Justin Faulk       | 0   | 0       | 0     | 0   | 0                 | 1     | —                   | 2          | 24:55       |
| Klim Kostin        | 0   | 0       | 0     | +1  | 0                 | 0     | —                   | 0          | 09:06       |
| Niko Mikkola       | 0   | 0       | 0     | +1  | 2                 | 0     | —                   | 2          | 18:10       |
| Colton Parayko     | 0   | 0       | 0     | 0   | 2                 | 0     | —                   | 2          | 22:09       |
| Scott Perunovich   | 0   | 0       | 0     | 0   | 0                 | 0     | —                   | 0          | 13:32       |
| Brandon Saad       | 0   | 0       | 0     | +1  | 0                 | 2     | —                   | 0          | 16:13       |
| Oskar Sundqvist    | 0   | 0       | 0     | -1  | 0                 | 0     | —                   | 0          | 12:55       |
| Källa:             |     |         |       |     |                   |       |                     |            |             |

##### Målvakt
| Spelare           | Skott mot sig | Räddningar | Insläppta mål | Räddningsprocent | Utvisningsminuter | Tid på isen |
| ----------------- | ------------- | ---------- | ------------- | ---------------- | ----------------- | ----------- |
| Jordan Binnington | 33            | 29         | 4             | 0,879            | 2                 | 60:00       |
| Källa:            |               |            |               |                  |                   |             |